# Барокові ерудити

Барокові ерудити - історіографічна течія, інтелектуальний рух, що набуває розвитку в 2 пол. XVI - на початку XVII ст. Започатковано інновації барокових ерудитів трактатом французького правника Жана Бодена «Methodus ad facilem Historiarumcognitionem » (Метод легкого пізнання історії, 1566 р.).. Ця праця стала своєрідним провісником нового типу історичного мислення, що несли за собою барокові ерудити. Боден обґрунтував історичну науку як саме науку, що має власний, характерний лише для неї метод. Саме Боден утвердив основний напрям діяльності барокових ерудитів, основне завдання яких, на думку мислителя полягало, в критиці джерел, звідки історик здобуває факти й систематизує їх, аби зрозуміти більш глибші закономірності історичного пізнання.
Боденів метод, як колись метод Фукідіда, передбачав оцінку правдивості свідчень та підстави того, наскільки автор певного свідчення був компетентним та оригінальним у власних судженнях від упереджень і "фальшивої свідомості", тобто політичних та релігійних пріоритетів. Проте, для Бодена історія з її кінцевою метою виступала, як ужиткована наука. Людська історія (т. зв. - historia humana) окреслюється винятково історією держав і правничих систем, що робить історичну науку своєрідною сировинною базою для юриспруденції.

## Поширення інтелектуальної традиції барокових ерудитів
Особливого розвитку інтелектуальні традиції гуртка барокових ерудитів набувають на зламі XVI-XVII ст., коли доведення доказової спроможності історичної науки набуває загальноєвропейської тенденції, що не обмежувалась працями  лише Бодена. Чільне місце в даному плані посіла праця Паоло Бені "De historia libri IV" ("Чотири книги про історію"), трактатат Томазо Кампанелла "Historiographia iuxta profia principia" ("Історіографія згідно з власними принципами") та ін. Ці праці започаткували кардинально нові підходи в історичній науці. Барокові ерукдити всіляко критикували хвилю "антицицеронівського" мислення. Вони піддали скепсису риторичне оздоблення текстів та їх підпорядкування завданням похвали/осуду. Барокові ерудити чиневпереше застосували на практиці критичний метод дослідження джерел.

## Видання «Магдебурзькі центурії»
Така інтелектуальна полеміка у цей період не була випадковою. Адже друга половина XVI - початок XVII - це доба найгострішої «словесної боротьби » між протестантськими адептами Реформації і ортодоксальною Римо-Католицькою Церквою та її жорстокою політикою Контрреформації. Започаткована ця дискусія між католиками та протестантами була багатотомним виданням "Ecclesiastica historia...secundumsingulas centuriaspersricuo ordine complectens" ("Церковна історія, ясно укладена за порядком століть"), що дукувалося протягом 1559-1574 рр. у Магдебурзі (звідси власне і назва «Магдебурзькі центурії». Це видання готувала група, очолювана Матіасом Флачичем та Флацієм Ілліриком. Група намагалась, на основі вивчення різноманітних християнських текстів довести, що церква дотримувалась постулату євангелійської чистоти церкви лише в апостольські часи, натомість в пізніші часи вона стала «царством Антихриста», думка, що особливо стає популярною від середини XVI ст. в країнах Північної Європи.  Завдяки критичному прочитанню джерел авторам і редакторам «Магдебурзьких центурій» вдалось спростувати безліч усталених міфів та лжеістин католицької церкви.

## «Церковні аннали»
Католицька церква не могла миритись з самостійністю і сміливістю протестантів і тому приготувала гідку відповідь на їх "Магдебурзькі центурії" у вигляді видання «Церковні аннали». Але християнська спільнота Західної Європи остаточно розкололась на два окремі табори у 16 ст., котре зберігає донині.